# Elecciones de Baden-Wurtemberg de 1996
Las elecciones de Baden-Wurtemberg de 1996 dieron la victoria de nuevo a la CDU (como durante todo este período democrático).
Los liberales del FDP/DVP casi se duplicaron, mientras nacionalistas y socialdemócratas bajaron.
Los Republicanos, un partido situado a la derecha de la CDU, bajó: pasando de ser la 3ª a ser la 5ª fuerza política.

## Candidatos[1]
- CDU: Erwin Teufel
- FDP: Walter Döring
- SPD: Dieter Spöri
- Verdes: Fritz Kuhn
- REP: Rolf Schlierer

## Resultados
Los resultados fueron:
| Partido Político | Partido Político                           | Porcentaje | Escaños |
| ---------------- | ------------------------------------------ | ---------- | ------- |
|                  | Unión Cristianodemócrata de Alemania (CDU) | 41,3       | 69      |
|                  | Partido Socialdemócrata de Alemania (SPD)  | 25,1       | 39      |
|                  | Alianza90/Los Verdes (GRÜ)                 | 12,1       | 19      |
|                  | Partido Liberal de Alemania (FDP/DVP)      | 9,6        | 14      |
|                  | Republicanos (REP)                         | 9,1        | 14      |